# Aicha Duihi
Aicha Duihi   (Al-Aaiun, segle XX) és un activista de drets humans sahrauí, presidenta de l'Observatori de la Pau, la Democràcia i els Drets Humans del Sàhara que ha defensat els camps del Front Polisario a la província de Tindouf, al sud-oest d'Algèria, a la frontera del Sàhara Occidental. Concretament, Duihi és portaveu de les persones segrestades i capturades detingudes als camps del Polisario i tracta de combatre la propaganda i la desinformació dirigida a dones vulnerables. El 2019 va obtenir el Premi Europeu al Lideratge Internacional de les Dones al Parlament Europeu.

## Activisme
Com a presidenta de l'Observatori, Duihi s'encarrega de coordinar amb altres ONG les àrees de preocupació i interès al Sàhara Occidental. Amb la Xarxa Independent de Drets Humans i la Lliga Sàhara per a la Democràcia i els Drets Humans, Duihi va emetre un comunicat condemnant el silenci internacional sobre l'estat dels camps del Front Polisario a Tindouf i Lahmada, posant èmfasi sobretot en els processos arbitraris i detencions de periodistes i activistes dels drets humans.
Duihi també ha pressionat al Consell de Seguretat de les Nacions Unides perquè tracti la desigualtat i discriminació de les dones a en el procés de pau a la regió. Amb aquest objectiu, ha ajudat a la creació de nombroses iniciatives i projectes ciutadans amb l'objectiu de millorar la qualitat de vida dels nens, així com iniciatives per frenar el tràfic de persones.